# Lefaux
Lefaux é uma comuna francesa na região administrativa de Altos da França, no departamento de Pas-de-Calais. Estende-se por uma área de 8,25 km². Em 2010 a comuna tinha 242 habitantes (densidade: 29,3 hab./km²).